# Уфимочка-УГНТУ
«Уфимочка-УГНТУ» — российская женская волейбольная команда из Уфы.

## Названия
- «Буревестник» (1965—1989);
- «Реактив» (1989—1991);
- «Буревестник» (1991—1994);
- «Уфимка» (1994—1996);
- «Прометей» (1996—2009);
- «Уфимочка-УГНТУ» (2009—2017);
- «Самрау-УГНТУ» (2017—2019);
- «Уфимочка-УГНТУ» (с 2019).

## Достижения
- 9-е место в чемпионате России среди команд суперлиги — 2013.
- 1-е место в чемпионате России среди команд высшей лиги «А» — 2012.

## История
В 1965 году на базе Уфимского государственного нефтяного института была образована команда «Буревестник». В 1960—1970-х годах выступала только в студенческих соревнованиях, а с 1979 принимала участие в чемпионатах РСФСР, а позже в отборочных турнирах за право участия в первой лиге чемпионата СССР (вторая лига). В сезоне 1992—1993 дебютировала в чемпионате России, заняв 7-е место в европейской зоне первой лиги. В дальнейшем команда (1994—1996 — «Уфимка», 1996—2009 — «Прометей», с 2009 — «Уфимочка»-УГНТУ) выступала во втором по значимости дивизионе российского женского волейбола (1993—1994 — первая лига, 1994—1996 — высшая лига «А», 1996—2001 — высшая лига, с 2001 — высшая лига «А»). Трижды команда останавливалась в шаге от перехода в суперлигу, занимая третьи места в финальных турнирах.
В сезоне 2011/2012 к команде пришёл долгожданный успех. Захватив лидерство с самого старта чемпионата, «Уфимочка»-УГНТУ уже никому не уступила первой строчки турнирной таблицы, уверенно выиграв путёвку в суперлигу.
В межсезонье и уже по ходу первенства состав «Уфимочки» пополнили американка С.Барбоза (по ходу чемпионата из-за травмы покинула команду), сербка А.Спасоевич, венгерка Д,Хорват, Т.Алейникова (из «Тюмени»-ТюмГУ), Д.Буркина (из нижегородской «Спарты»), А.Иванова (из «Ленинградки»), Н.Амелина (из «Омички») и О.Шаравская (из «Автодора-Метара»). Дебютный сезон среди сильнейших женских волейбольных клубов страны сложился для команды из столицы Башкортостана непросто. Свою первую победу «Уфимочка» смогла добыть лишь в 5-м туре. Одержав на предварительной стадии первенства 6 побед в 22 играх уфимская команда стала 10-й, но в турнире за выживание (плей-ауте) выиграла 5 матчей из 6 и смогла подняться на строчку вверх, заняв итоговое 9-е место.
Следующий сезон в суперлиге для уфимской команды сложился тяжело и в первую очередь из-за финансового кризиса, постигшего клуб. Чемпионат «Уфимочка» закончила на последнем (11-м) месте, но выиграв переходные матчи у «Ленинградки» казалось бы сохранила место в элитном дивизионе. И всё же в августе руководством клуба было объявлено, что в сезоне 2014/15 «Уфимочка» отказывается от участия в суперлиге и переводится в высшую лигу «А», а ещё через месяц принято решение о переходе в ещё более низкий дивизион — высшую лигу «Б». Все игроки основного состава покинули клуб.
В 2014 году было принято решение об объединении уфимских волейбольных клубов «Урал» (мужской) и «Уфимочка» (женский) в единую структуру — волейбольный клуб «Урал».
В чемпионате России 2015/2016 «Уфимочка-УГНТУ» заняла 2-е место в высшей лиге «Б» и вернулась в высшую лигу «А». Во втором по значимости дивизионе в сезоне 2016/2017 российского волейбола уфимская команда стала 6-й.
В преддверии сезона 2017/2018 «Уфимочка» была переименована и получила название «Самрау» в честь царя высшего мира по башкирской мифологии. В 2019 было возвращено прежнее название команды — «Уфимочка-УГНТУ».

## Результаты в чемпионатах России
| Сезон     | Лига                   | Место |
| --------- | ---------------------- | ----- |
| 1992/93   | Первая лига (Европа)   | 7     |
| 1993/94   | Первая лига            | 3     |
| 1994/95   | Высшая лига Б          | 6     |
| 1995/96   | Высшая лига А          | 8     |
| 1996/97   | Высшая лига            | 5     |
| 1997/98   | Высшая лига            | 10    |
| 1998/99   | Высшая лига            | 5     |
| 1999/2000 | Высшая лига            | 4     |
| 2000/01   | Высшая лига            | 3     |
| 2001/02   | Высшая лига А          | 3     |
| 2002/03   | Высшая лига А          | 3     |
| 2003/04   | Высшая лига А          | 6     |
| 2004/05   | Высшая лига А (Европа) | 6     |
| 2005/06   | Высшая лига А (Европа) | 4     |
| 2006/07   | Высшая лига А (Европа) | 5     |
| 2007/08   | Высшая лига А (Европа) | 4     |
| 2008/09   | Высшая лига А (Европа) | 5     |
| 2009/10   | Высшая лига А (Европа) | 4     |
| 2010/11   | Высшая лига А          | 3     |
| 2011/12   | Высшая лига А          | 1     |
| 2012/13   | Суперлига              | 9     |
| 2013/14   | Суперлига              | 11    |
| 2014/15   | Высшая лига Б (Центр)  | 8     |
| 2015/16   | Высшая лига Б          | 2     |
| 2016/17   | Высшая лига А          | 6     |
| 2017/18   | Высшая лига А          | 7     |
| 2018/19   | Высшая лига А          | 6     |
| 2019/20   | Высшая лига А          | 6     |
| 2020/21   | Высшая лига А          | 6     |
| 2021/22   | Высшая лига А          | 7     |
| 2022/23   | Высшая лига А          | 6     |
| 2023/24   | Высшая лига А          | 9     |
| 2024/25   | Высшая лига А          | 13    |

## Волейбольный клуб «Динамо-Урал»
С 2014 года волейбольный клуб «Урал» (с 2024 — «Динамо-Урал») включает мужскую команду «Динамо-Урал», её молодёжную команду «Беркуты Урала» и женскую команду «Уфимочка-УГНТУ».
Генеральный директор ВК «Динамо-Урал» — Валерий Багметов, спортивный директор — Дмитрий Шуравин.

## Волейболистки клуба в сборной России
В сентябре 2013 чемпионкой Европы в составе сборной России стала волейболистка «Уфимочки-УГНТУ» Анна Малова. Также чемпионкой стала и Анастасия Шляховая, перешедшая летом того же года из «Уфимочки» в «Омичку».

## Арена
Домашние матчи «Уфимочка-УГНТУ» проводит в спортивно-демонстрационном комплексе (СДК) «Динамо». Адрес в Уфе: улица Карла Маркса, 2.

## Сезон 2024—2025

### Переходы
- Пришли: Д.Бобровская («Омичка»), Д.Зубова («Динамо-Анапа»), В.Хорошилова («Рязань-РГУ»), Е.Герасимова, Д.Филкова (обе — «Спарта»-2).
- Ушли: А.Вафина, В.Бондаренко, А.Грачёва, А.Пайрамова, Е.Зиновьева, В.Шарапанова, А.Ламбина.

### Состав
| №  | Имя, фамилия          | Год рождения | Рост | Амплуа      | Гражданство |
| -- | --------------------- | ------------ | ---- | ----------- | ----------- |
| 1  | Милана Саяпова        | 2007         | 177  | нападающая  | Россия      |
| 2  | Виктория Хорошилова   | 2004         | 183  | центральная | Россия      |
| 3  | Дарья Филкова         | 2006         | 184  | центральная | Россия      |
| 4  | Влада Кривоногова     | 2003         | 175  | связующая   | Россия      |
| 6  | Валерия Сорокина      | 2003         | 170  | либеро      | Россия      |
| 7  | Ангелина Зиннатуллина | 2008         | 167  | либеро      | Россия      |
| 9  | Арина Шамардина       | 2002         | 180  | нападающая  | Россия      |
| 10 | Диана Зубова          | 2005         | 190  | нападающая  | Россия      |
| 11 | Ксения Байбакова      | 2004         | 177  | нападающая  | Россия      |
| 14 | Евгения Герасимова    | 2006         | 180  | связующая   | Россия      |
| 15 | Полина Казакеева      | 2007         | 181  | центральная | Россия      |
| 17 | Дарья Корбасова       | 2002         | 179  | нападающая  | Россия      |
| 18 | Дарья Янбердина       | 2007         | 183  | нападающая  | Россия      |
| 19 | Дарья Бобровская      | 2004         | 183  | нападающая  | Россия      |

- Главные тренеры — Владислав Макаров (до декабря); Владимир Смеленко.
- Старшие тренеры — Елена Гайнуллина (до декабря); Светлана Белоглазова.